# Selección de rugby de Tonga
La selección de rugby de Tonga representa al país en las competiciones oficiales de este deporte. El equipo de Tonga es apodado Ikale Tahi (Águilas del mar). Al igual que sus vecinos y oponentes deportivos; las selecciones de Samoa, Fiyi y los All Blacks de Nueva Zelanda, los tonganos realizan una danza guerrera similar al haka maorí, que en su cultura se conoce como kailao, antes de comenzar sus partidos, efectuando tradicionalmente un kailao conocido como Sipi Tau.

## Reseña
Tonga forma parte de la Pacific Islands Rugby Alliance (PIRA) que agrupa además a las federaciones de Samoa y Fiyi. Ellas se enfrentan anualmente en la Pacific Nations Cup, ex Tres Naciones del Pacífico; Tonga venció por última vez en 1986 de manera solitaria y en 1996 de manera compartida.
A pesar de que la población de Tonga apenas supera los 100 000 habitantes y menos de 800 jugadores practican Rugby Union, el equipo de Tonga posee un buen nivel. Algunos de los más famosos jugadores de rugby proceden de Tonga, aunque han triunfado en otros países: Toutai Kefu, Isitolo Maka o Willy Ofahengaue, entre otros.
Las Ikale Tahi lograron una victoria histórica 19 - 14 sobre Francia en la Copa del Mundo de Rugby de 2011, pero habiendo perdido contra Nueva Zelanda y Canadá, fueron incapaces de lograr por vez primera su pase a cuartos de final. El 24 de noviembre de 2012, Tonga derrotó a Escocia, en el Pittodrie Stadium, 21 - 15 lo que constituyó su primera victoria sobre una potencia de rugby tradicional en un campo europeo.

## Estadísticas
A continuación, una tabla muestra los resultados globales de los test matches del XV de Tonga hasta el 24 de noviembre de 2024.
Tonga tiene saldo negativo ante sus rivales del Pacífico (Fiyi y Samoa), y tiene una gran paridad de resultados con Japón. El equipo ha logrado victorias ante Australia, Francia, Escocia e Italia, en tanto que perdió todos sus partidos ante Argentina, Nueva Zelanda, Inglaterra, Irlanda, Gales y Sudáfrica.
| Oponente             | Jugados | Ganados | Perdidos | Empatados | % de victorias |
| -------------------- | ------- | ------- | -------- | --------- | -------------- |
| Argentina            | 2       | 0       | 2        | 0         | 0.0%           |
| Australia            | 4       | 1       | 3        | 0         | 25.0%          |
| Australia A          | 4       | 1       | 3        | 0         | 25.0%          |
| Barbarians franceses | 3       | 2       | 1        | 0         | 66.6%          |
| Canadá               | 12      | 7       | 5        | 0         | 58.3%          |
| Chile                | 2       | 2       | 0        | 0         | 100.0%         |
| Corea del Sur        | 6       | 6       | 0        | 0         | 100.0%         |
| Costa de Marfil      | 1       | 1       | 0        | 0         | 100.0%         |
| Escocia              | 6       | 1       | 5        | 0         | 16.6%          |
| Escocia XV           | 2       | 0       | 2        | 0         | 0.0%           |
| España               | 3       | 2       | 1        | 0         | 66.6%          |
| Estados Unidos       | 11      | 9       | 2        | 0         | 81.8%          |
| Fiyi                 | 95      | 27      | 65       | 3         | 28.4%          |
| Francia              | 6       | 2       | 4        | 0         | 33.3%          |
| Gales                | 9       | 0       | 9        | 0         | 0.0%           |
| Gales XV             | 1       | 0       | 1        | 0         | 0.0%           |
| Georgia              | 8       | 2       | 6        | 0         | 25.0%          |
| Hong Kong            | 1       | 1       | 0        | 0         | 100.0%         |
| Inglaterra           | 4       | 0       | 4        | 0         | 0.0%           |
| Inglaterra XV        | 1       | 0       | 1        | 0         | 0.0%           |
| Irlanda              | 3       | 0       | 3        | 0         | 0.0%           |
| Islas Cook           | 4       | 4       | 0        | 0         | 100.0%         |
| Islas Salomón        | 1       | 1       | 0        | 0         | 100.0%         |
| Italia               | 6       | 2       | 4        | 0         | 33.3%          |
| Japón                | 19      | 9       | 10       | 0         | 47.3%          |
| Junior All Blacks    | 2       | 0       | 2        | 0         | 0.0%           |
| Māori All Blacks     | 12      | 4       | 8        | 0         | 33.3%          |
| Namibia              | 2       | 2       | 0        | 0         | 100.0%         |
| Nueva Caledonia      | 1       | 1       | 0        | 0         | 100.0%         |
| Nueva Zelanda        | 7       | 0       | 7        | 0         | 0.0%           |
| Papúa Nueva Guinea   | 2       | 2       | 0        | 0         | 100.0%         |
| Portugal             | 1       | 1       | 0        | 0         | 100.0%         |
| Rumania              | 6       | 3       | 3        | 0         | 50.0%          |
| Samoa                | 70      | 27      | 39       | 4         | 38.5%          |
| Sudáfrica            | 3       | 0       | 3        | 0         | 0.0%           |
| Tahití               | 1       | 1       | 0        | 0         | 100.0%         |
| Uruguay              | 1       | 1       | 0        | 0         | 100.0%         |
| Zimbabue             | 1       | 1       | 0        | 0         | 100.0%         |
| Total                | 320     | 122     | 191      | 7         | 38.12%         |

## Victorias destacadas
- Se consideran solo victorias ante naciones del Tier 1 ( participantes del Seis Naciones y del Rugby Championship).

| 30 de junio de 1973 | Australia | 11 - 16 | Tonga | Ballymore Stadium, Brisbane |  |

| 16 de junio de 1998 | Tonga | 20 - 16 | Francia | Teufaiva Sport Stadium, Nukuʻalofa |  |

| 10 de octubre de 1999 | Italia | 25 - 28 | Tonga | Welford Road Stadium, Leicester |  |

| 1 de octubre de 2011 | Francia | 14 - 19 | Tonga | Westpac Stadium, Wellington |  |

| 24 de noviembre de 2012 | Escocia | 15 - 21 | Tonga | Pittodrie Stadium, Aberdeen |  |

| 26 de noviembre de 2016 | Italia | 17 - 19 | Tonga | Stadio Euganeo, Padua |  |

## Selección actual
El 21 de agosto de 2023, Toutai Kefu anunció los 33 jugadores para el equipo de la Copa Mundial de Rugby de 2023.
| Nombre                | Posición       | Fecha de nacimiento      | Encuentros | Club                     |
| --------------------- | -------------- | ------------------------ | ---------- | ------------------------ |
| Siua Maile            | hooker         | 18 de febrero de 1997    | 26         | Benetton Rugby           |
| Sam Moli              | hooker         | 24 de diciembre de 1998  | 13         | Moana Pasifika           |
| Paul Ngauamo          | hooker         | 19 de febrero de 1990    | 27         | Castres Olympique        |
| Joe Apikotoa          | pilar          | 18 de julio de 1996      | 3          | Moana Pasifika           |
| Siegfried Fisi'ihoi   | pilar          | 8 de junio de 1987       | 10         | Pau                      |
| Feao Fotuaika         | pilar          | 23 de abril de 1993      | 5          | Lyon Olympique           |
| Tau Koloamatangi      | pilar          | 3 de enero de 1995       | 7          | Moana Pasifika           |
| Ben Tameifuna         | pilar          | 30 de agosto de 1991     | 29         | Union Bordeaux Bègles    |
| Paula Latu            | pilar          | 14 de febrero de 1996    | 1          | Southland Stags          |
| Leva Fifita           | segunda línea  | 29 de julio de 1989      | 31         | Connacht Rugby           |
| Sam Lousi             | segunda línea  | 20 de julio de 1991      | 13         | Scarlets                 |
| Steve Mafi            | segunda línea  | 9 de diciembre de 1989   | 41         | Oyonnax                  |
| Adam Coleman          | segunda línea  | 7 de octubre de 1991     | 0          | Union Bordeaux Bègles    |
| Semisi Paea           | segunda línea  | 17 de abril de 1999      | 3          | New England Free Jacks   |
| Vaea Fifita           | ala            | 17 de junio de 1982      | 9          | Scarlets                 |
| Solomone Funaki       | ala            | 25 de abril de 1994      | 7          | Moana Pasifika           |
| Tanginoa Halaifonua   | ala            | 20 de septiembre de 1996 | 13         | Stade Français           |
| Sione Havili Talitui  | ala            | 25 de enero de 1998      | 9          | Crusaders                |
| Sione Vailanu         | ala            | 27 de enero de 1995      | 12         | Glasgow Warriors         |
| Manu Paea             | medio scrum    | 17 de septiembre de 2001 | 9          | Moana Pasifika           |
| Augustine Pulu        | medio scrum    | 4 de enero de 1990       | 3          | Hino Red Dolphins        |
| Sonatane Takulua (c.) | medio scrum    | 1 de noviembre de 1991   | 52         | Sporting Union Agen      |
| William Havili        | medio apertura | 9 de septiembre de 1998  | 9          | Moana Pasifika           |
| Otumaka Mausia        | medio apertura | 22 de abril de 1997      | 11         | Western Sydney Two Blues |
| Pita Ahki             | centro         | 24 de septiembre de 1992 | 4          | Stade Toulousain         |
| Malakai Fekitoa       | centro         | 10 de mayo de 1992       | 8          | Benetton Rugby           |
| George Moala          | centro         | 5 de noviembre de 1990   | 5          | Clermont                 |
| Afusipa Taumoepeau    | centro         | 26 de enero de 1990      | 5          | USA Perpignan            |
| Fine Inisi            | wing           | 19 de mayo de 1998       | 7          | Moana Pasifika           |
| Solomone Kata         | wing           | 3 de diciembre de 1994   | 9          | Leicester Tigers         |
| Kyren Taumoefolau     | wing           | 8 de mayo de 2003        | 5          | Moana Pasifika           |
| Anzelo Tuitavuki      | Wing           | 10 de octubre de 1998    | 7          | Moana Pasifika           |
| Charles Piutau        | Fullback       | 31 de octubre de 1991    | 5          | Shizuoka Blue Revs       |

## Palmarés
- Tres Naciones del Pacífico 1 (6*):[4] 1983*, 1984*, 1985*, 1986, 1994*, 1995*, 1996*

- Juegos del Pacífico (1): 1979

* Torneos compartidos.

## Participación en copas
| - Nueva Zelanda 1987: primera fase - Inglaterra 1991: no clasificó - Sudáfrica 1995: primera fase - Gales 1999: primera fase - Australia 2003: primera fase - Francia 2007: primera fase - Nueva Zelanda 2011: primera fase - Inglaterra 2015: primera fase - Japón 2019: primera fase - Francia 2023: primera fase - Australia 2027: por clasificar - Pacific Rim 1999: 5.º puesto - Pacific Rim 2000: 3.º puesto | - Pacific Nations Cup 2006: 4.º puesto - Pacific Nations Cup 2007: 5.º puesto - Pacific Nations Cup 2008: 6.º puesto (último) - Pacific Nations Cup 2009: 5.º puesto (último) - Pacific Nations Cup 2010: 4.º puesto (último) - Pacific Nations Cup 2011: 3.º puesto - Pacific Nations Cup 2012: 3.º puesto - Pacific Nations Cup 2013: 3.º puesto - Pacific Nations Cup 2014: 3.º puesto (GIP) - Pacific Nations Cup 2015: 3.º puesto - Pacific Nations Cup 2016: 3.º puesto (último) - Pacific Nations Cup 2017: 2.º puesto - Pacific Nations Cup 2018: 2.º puesto - Pacific Nations Cup 2019: 5.º puesto - Pacific Nations Cup 2022: 4.º puesto (último) - Pacific Nations Cup 2023: 4.º puesto (último) - Pacific Nations Cup 2024: 5.° puesto - Pacific Nations Cup 2025: A disputarse |